# Юрий Долгорукий
Юрий Долгорукий е велик княз на Киевска Рус през 1149 – 1151 и 1155 – 1157. Той управлява дълго време в Суздал и изиграва важна роля за формирането на днешна Русия в североизточните области на Киевска Рус.
Юрий Долгорукий е шести син на Владимир Мономах. Брат е на Мстислав I и Ярополк II. След смъртта на брат си Мстислав I се включва активно в семейните междуособици, измествайки на два пъти от управлението на Киев неговите синове Изяслав и Ростислав. След смъртта му велик княз става Изяслав III.
Юрий Долгорукий е баща на първите трима велики князе на Владимир-Суздал Андрей Боголюбски, Михалко Юриевич и Всеволод Голямото гнездо.

## Дейност в Ростов и Суздал
През 1108 Юрий е изпратен от баща си да управлява Ростов, но през 1121 той влиза в конфликт с местните боляри и премества столицата си в Суздал. По това време североизточните покрайнини на държавата са рядко населени и славяните са малка част от населението, затова Юрий строи множество крепости, за да укрепи властта си. Той основава Кснятин през 1134, Переславъл Залески и Юриев Полски през 1152 и Дмитров през 1154. Традицията му приписва и основаването на Твер, Кострома и Вологда.
През 1147 Юрий Долгорукий се среща със Светослав Олгович и в тази връзка за пръв път в историята се споменава Москва. Това е и приетата дата на основаването на този град. През 1156 Юрий укрепва Москва с дървена стена и ров.

## Войни за Киев
Укрепвайки се на север, Юрий не се отказва от претенциите си към трона на великите князе в Киев. Непрекъснатата му намеса в делата на южните области му донася прякора Долгорукий (Дългоръки). След смъртта на по-големия си брат Мстислав през 1132 Юрий влиза във война с князете на Чернигов, поставя сина си на трона в Новгород и превзема Переяслав.
През 1147 Юрий Долгорукий подновява войните на юг и през 1149 отнема Киев от сина на Мстислав Изяслав. През 1151 е прогонен от града, но през 1155 отново си го връща. Внезапната му смърт през 1157 поставя началото на антисуздалски бунтове в Киев.